# Dębnik (Zawadzkie)
Dębnik – część miasta Zawadzkie w Polsce, położona w województwie opolskim, w powiecie strzeleckim, w gminie Zawadzkie.
Leży wzdłuż ulicy Strzeleckiej na północny zachód od centrum Zawadzkich.
Włączony do osiedla Zawadzkie 31 grudnia 1961 z gromady Pietrówka. 18 lipca 1962 Zawadzkie otrzymały status miasta, w związku z czym Dębnik stał się obszarem miejskim.